# Columba

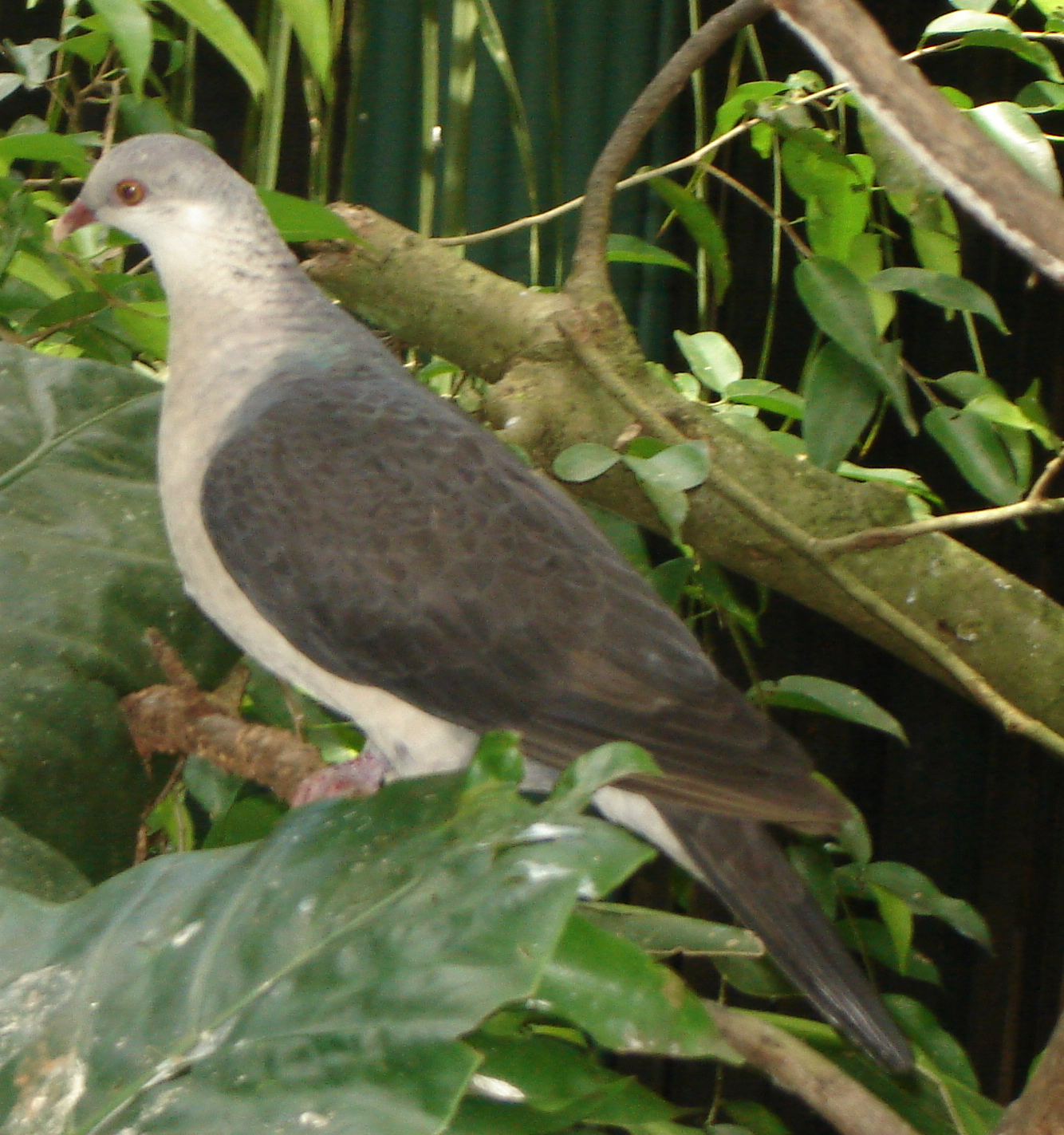
Gołąb białogłowy (C. leucomela)

Columba – rodzaj ptaków z podrodziny gołębi (Columbinae) w rodzinie gołębiowatych (Columbidae).

## Zasięg występowania
Rodzaj obejmuje gatunki występujące na całym świecie oprócz Antarktydy.

## Morfologia
Długość ciała 25–45 cm; masa ciała 122–690 g.

## Systematyka

### Etymologia
- Columba (Columbus, Culumba, Columra): łac. columba „gołąb”[33].
- Palumbus: epitet gatunkowy Columba palumbus Linnaeus, 1758; łacińskie palumbus lub palumbes „grzywacz”[34]. Gatunek typowy: Columba palumbus Linnaeus, 1758.
- Alsocomus (Alsecomus, Alsoecomus, Alsaecomus): gr. αλσοκομος alsokomos „dozorca gaju”, od αλσος alsos, αλσεος alseos „gaj”; κομεω komeō „troszczyć się o” (por. κομμωσις kommōsis „upiększenie”)[35]. Gatunek typowy: Columba punicea Blyth, 1842.
- Dendrotreron: gr. δενδρον dendron „drzewo”; τρηρων trērōn, τρηρωνος trērōnos „gołąb”, od τρεω treō „uciekać ze strachu”[36]. Gatunek typowy: Columba hodgsonii Vigors, 1832.
- Janthoenas (Janthaenas, Ianthoenas): gr. ιανθος ianthos „w kolorze fioletowym, od ιον ion „fiolet”; οινας oinas, οιναδος oinados „gołąb”[37]. Gatunek typowy: Columba janthina Temminck, 1830.
- Lithoenas (Lithaenas): gr. λιθος lithos „kamień”; οινας oinas, οιναδος oinados „gołab”[38]. Gatunek typowy: Columba livia J.F. Gmelin, 1789.
- Stictoenas (Stictaenas, Strictoenas): gr. στικτος stiktos „cętkowany”, od στιζω stizō „tatuować”; οινας oinas, οιναδος oinados „gołąb”[39]. Gatunek typowy: Columba arquatrix Temminck, 1808.
- Taenioenas (Taeniaenas): gr. ταινια tainia „przepaska”; οινας oinas, οιναδος oinados „gołąb”[40]. Gatunek typowy: Columba albitorques Rüppell, 1837.
- Leucomeloena (Leucomelaena, Leucomelaina): gr. λευκος leukos „biały”; μελας melas, μελαινα melaina „czarny”; οινας oinas „gołąb”[41]. Gatunek typowy: Columba norfolciensis Latham, 1801 (= Columba leucomela Temminck, 1821).
- Trocaza: epitet gatunkowy Columba trocaz Heineken, 1829; lokalna, maderska nazwa Pombo trocaz „pierścieniowy gołąb” dla gołębia maderskiego, od łac. torques „obroża”[42]. Gatunek typowy: Columba trocaz Heineken, 1829.
- Livia: epitet gatunkowy Columba livia J.F. Gmelin, 1789; średniowiecznołac. livia „gołąb skalny”, od łac. livens, liventis „ołowianego koloru”, od livere „być niebieskawym”[43]. Gatunek typowy: Columba livia J.F. Gmelin, 1789.
- Palumboena (Palumbaena): rodzaj Palumbus Kaup, 1829 (gołąb); gr. οινας oinas, οιναδος oinados „gołąb”[44]. Gatunek typowy: Columba oenas Linnaeus, 1758.
- Turturoena (Turturaena, Turturoenas): łac. turtur, turturis „turkawka”; gr. οινας oinas, οιναδος oinados „gołąb”[45]. Gatunek typowy: Columba delegorguei Delegorgue, 1847.
- Peleioenas (Pelecoenas): gr. πελεια peleia „dziki gołąb”; οινας oinas, οιναδος oinados „gołab”[46]. Nowa nazwa dla Turturoena Bonaparte, 1854.
- Leucotaenia: gr. λευκος leukos „biały”; ταινια tainia „przepaska”[47]. Gatunek typowy: Columba unicincta Cassin, 1859.
- Coelotreron: gr. κοιλος koilos „pusty” (tj. znoszący jaja w otworach drzew); τρηρων trērōn, τρηρωνος trērōnos „gołąb”, od τρεω treō „uciekać ze strachu”[48]. Nowa nazwa dla Palumboena Bonaparte, 1854.
- Amauroenas: gr. αμαυρος amauros „ciemny”; οινας oinas, οιναδος oinados „gołąb”[49]. Gatunek typowy: Columba pollenii Schlegel, 1865.
- Dialiptila: gr. διαλυω dialuō „rozstać się”; πτιλον ptilon „pióro”[50]. Gatunek typowy: Columba guinea Linnaeus, 1758.
- Leucoenas: gr. λευκος leukos „biały”; οινας oinas, οιναδος oinados „gołąb”[51]. Gatunek typowy: Carpophaga grisea G.R. Gray, 1844 (= Columba argentina Bonaparte, 1857).
- Tryzusa (Trizusa): gr. τρυζω truzō „gruchać, szemrać” (por. τριζω trizō „ćwierkać”)[52]. Nowa nazwa dla Turturoena Bonaparte, 1854.
- Raperia: George Raper (1769–1797), por. Royal Navy, podróżnik, artysta z Afryki Południowej, Australii i Pacyfiku[53]. Gatunek typowy: †Raperia godmanae Mathews, 1915[a].

### Podział systematyczny
Do rodzaju należą następujące gatunki:

- Columba livia J.F. Gmelin, 1789 – gołąb skalny
- Columba rupestris Pallas, 1811 – gołąb górski
- Columba leuconota Vigors, 1831 – gołąb białobrzuchy
- Columba guinea Linnaeus, 1758 – gołąb okularowy
- Columba albitorques Rüppell, 1837 – gołąb białokryzy
- Columba oenas Linnaeus, 1758 – siniak
- Columba eversmanni Bonaparte, 1856 – gołąb brunatny
- Columba oliviae Stephenson Clarke, 1918 – gołąb somalijski
- Columba palumbus Linnaeus, 1758 – grzywacz
- Columba trocaz Heineken, 1829 – gołąb maderski
- Columba bollii Godman, 1872 – gołąb kanaryjski
- Columba junoniae E. Hartert, 1916 – gołąb laurowy
- Columba unicincta Cassin, 1859 – gołąb kongijski
- Columba arquatrix Temminck, 1808 – gołąb żółtooki
- Columba sjostedti Reichenow, 1901 – gołąb kameruński
- Columba thomensis Bocage, 1888 – gołąb kasztanowaty
- Columba pollenii Schlegel, 1865 – gołąb śniady
- Columba hodgsonii Vigors, 1832 – gołąb himalajski
- Columba albinucha Sassi, 1911 – gołąb pstrogłowy
- Columba pulchricollis Blyth, 1846 – gołąb jasnoszyi
- Columba elphinstonii (Sykes, 1832) – gołąb brązowogrzbiety
- Columba torringtoniae (Blyth & Kelaart, 1853) – gołąb liliowy
- Columba punicea Blyth, 1842 – gołąb jasnogłowy
- Columba argentina Bonaparte, 1857 – gołąb srebrzysty
- Columba palumboides (Hume, 1873) – gołąb siwogłowy
- Columba janthina Temminck, 1830 – gołąb czarny
- Columba versicolor von Kittlitz, 1832 – gołąb boniński – takson wymarły pod koniec XIX wieku[55]
- Columba jouyi (Stejneger, 1887) – gołąb srebrnokryzy – takson wymarły w XIX wieku[56]
- Columba vitiensis Quoy & Gaimard, 1830 – gołąb białogardły
- Columba leucomela Temminck, 1821 – gołąb białogłowy
- Columba pallidiceps (E.P. Ramsay, 1878) – gołąb żółtonogi
- Columba delegorguei Delegorgue, 1847 – gołąb szarogłowy
- Columba iriditorques Cassin, 1857 – gołąb lśniący
- Columba malherbii J. Verreaux & E. Verreaux, 1851 – gołąb zatokowy
- Columba thiriouxi J. Hume, 2011 – gołąb maurytyjski – takson wymarły około 1730 roku[57]